# Campionato italiano 2021-2022 (hockey su pista femminile)
Il Campionato italiano 2021-2022 è stata la 29ª edizione del campionato italiano femminile di hockey su pista. La competizione è iniziata il 16 gennaio 2022 e si è conclusa il 12 giugno 2022.
Il torneo è stato vinto dal Valdagno per la prima volta nella sua storia.

## Squadre partecipanti
- Agrate Brianza
- Amatori Modena
- Forte Versilia Roller
- Roller Matera
- Rotellistica Scandianese
- Valdagno
- Pro Vercelli-Trino

## Stagione regolare

### Classifica finale
|  | Pos. | Squadra                  | Pt      | G  | V | N | P | GF | GS | DR  |
|  | ---- | ------------------------ | ------- | -- | - | - | - | -- | -- | --- |
|  | 1.   | Valdagno                 | 27      | 10 | 9 | 0 | 1 | 61 | 10 | +51 |
|  | 2.   | Roller Matera            | 24      | 10 | 8 | 0 | 2 | 64 | 18 | +46 |
|  | 3.   | Amatori Modena           | 21      | 10 | 7 | 0 | 3 | 54 | 19 | +35 |
|  | 4.   | Rotellistica Scandianese | 10      | 10 | 3 | 1 | 6 | 21 | 34 | -13 |
|  | 5.   | Agrate Brianza           | 5       | 10 | 1 | 2 | 7 | 18 | 60 | -42 |
|  | 6.   | Forte Versilia Roller    | 1       | 10 | 0 | 1 | 9 | 5  | 82 | -77 |
|  | 7.   | Pro Vercelli-Trino       | Esclusa | -  | - | - | - | -  | -  | -   |

Legenda:
  Squadra ammessa alle final four scudetto.
  Squadra vincitrice della Coppa Italia 2021-2022.
      Squadra campione d'Italia e ammessa alla WSE Champions League Women 2022-2023.
      Squadre ammesse alla WSE Champions League Women 2022-2023.
Note:
Tre punti a vittoria, uno a pareggio, zero a sconfitta.
In caso di arrivo di due o più squadre a pari punti, la graduatoria finale è stilata secondo la classifica avulsa tra le squadre interessate che prevede, in ordine, i seguenti criteri:
- punti negli scontri diretti;
- differenza reti negli scontri diretti;
- differenza reti generale;
- reti realizzate in generale;
- sorteggio.

## Final Four Scudetto
Le Final Four del campionato si sono svolte dall'11 giugno 2022 al 12 giugno 2022 presso il Palalido di Valdagno.
|  | Semifinali               | Semifinali               | Semifinali |          |               | Finale        | Finale | Finale |  |
|  |                          |                          |            |          |               |               |        |        |  |
|  | Roller Matera            | Roller Matera            | 6          |          |               |               |        |        |  |
|  | Roller Matera            | Roller Matera            | 6          |          |               |               |        |        |  |
|  | Amatori Modena           | Amatori Modena           | 1          |          |               |               |        |        |  |
|  | Amatori Modena           | Amatori Modena           | 1          |          | Roller Matera | Roller Matera | 3      |        |  |
|  |                          |                          |            |          | Roller Matera | Roller Matera | 3      |        |  |
|  |                          |                          | Valdagno   | Valdagno | 4             |               |        |        |  |
|  | Valdagno                 | Valdagno                 | Valdagno   | Valdagno | 4             | 6             |        |        |  |
|  | Valdagno                 | Valdagno                 |            |          |               |               |        |        |  |
|  | Rotellistica Scandianese | Rotellistica Scandianese | 1          |          |               |               |        |        |  |